# Електрически скат
Електрическият скат, известен още като същинско торпедо или само торпедо (Torpedo torpedo), е вид хрущялна риба от семейство торпедови (Torpedinidae).

## Разпространение
Видът е разпространен във водите около Албания, Алжир, Ангола (Кабинда), Бенин, Габон, Гамбия, Гана, Гвинея, Гвинея-Бисау, Гърция (Егейски острови и Крит), Демократична република Конго, Египет, Екваториална Гвинея, Западна Сахара, Израел, Испания (Балеарски острови и Канарски острови), Италия (Сардиния и Сицилия), Камерун, Кипър, Кот д'Ивоар, Либерия, Либия, Ливан, Мавритания, Мароко, Нигерия, Португалия, Сенегал, Сиера Леоне, Сирия, Сърбия, Того, Тунис, Турция, Франция (Корсика), Хърватия и Черна гора.